# Pardosa torrentum integra
Pardosa torrentum là một phân loài nhện trong họ Lycosidae.
Loài này thuộc chi Pardosa. Pardosa torrentum integra được J. Denis miêu tả năm 1950.